# Plaça de Gabriel Miró
La plaça de Gabriel Miró és una plaça situada a la ciutat d'Alacant (País Valencià). També és coneguda popularment com a plaça de Correus, en record de les oficines principals de la Societat Estatal Correus i Telègrafs que van estar situades a la plaça. L'edifici de Correus, d'estil casticiste, el va dissenyar l'arquitecte Luis Ferrero Llusiá el 1916, i es va inaugurar l'any 1920. En l'actualitat alberga dependències de la Generalitat Valenciana.
Era coneguda anteriorment com a plaça de les Barques, perquè en ella hi havia el «Trajo» o varador d'embarcacions. Posteriorment, va ser denominada passeo del Xanco, oficialment plaça d'Isabel II i, finalment, batejada amb el seu nom actual, en memòria de l'escriptor Gabriel Miró, fill il·lustre de la ciutat.
Té forma quadrada i dins dels seus elements destaquen diversos ficus centenaris (catalogats com a arbres monumentals), el monument a Gabriel Miró o la font de l'Aiguadora, obra de l'alacantí Vicente Bañuls en 1918. La font es va construir anteriorment, l'any 1898, com a celebració de l'arribada a la ciutat de l'aigua corrent, gràcies a l'empresa d'Aigües de Saix.